# 耶律高十
耶律高十（?—?），辽兴宗时南府宰相、于越。辽朝皇族仲父房之后。于越耶律休哥子。
重熙五年（1036年）任北院大王。五月庚申，辽兴宗幸北院大王耶律高十行帐拜奥，赐银绢。重熙十三年（1044年）四月甲寅，南院大王耶律高十奏党项等部叛附西夏国。任南院大王后拜南府宰相。重熙十八年（1049年）四月癸酉，任南京统军使。官至于越。